# Thyriodes terrabensis
Thyriodes terrabensis är en fjärilsart som beskrevs av William Schaus 1912. Thyriodes terrabensis ingår i släktet Thyriodes och familjen nattflyn. Inga underarter finns listade i Catalogue of Life.